# Kassama
Kassama est une localité et une commune rurale malienne, chef-lieu d'arrondissement dans le cercle de Kéniéba et la région de Kayes. (Ancienne capitale du Diébédougou[réf. souhaitée].) 

## Villages
La commune s'étend sur 25 localités relevées lors du recensement général de 2009. 
Les villages les plus peuplés sont :
- Guindinso (2 165 habitants)
- Kassama (2 123 habitants)
- Dioni (1 377 habitants)

En 2009, la commune est constituée de 25 villages :
- Kassama
- Koulala
- Kama
- Dioni
- Tamakoto
- Yatera
- Guindinso
- Kobato
- Babadioulafoundou
- Manaoulé
- Goudofara
- Bantanko
- Dialladian
- Woundouma
- Doumafara
- Koufara
- Kénioto
- Galassi
- Ballou
- Samboula
- Balandougou
- Bourama
- Sibidougou